# Scutaru
Scutaru – wieś w Rumunii, w okręgu Bacău, w gminie Mănăstirea Cașin. W 2011 roku liczyła 23 mieszkańców.